# Urgleptes ovalis
Urgleptes ovalis là một loài bọ cánh cứng trong họ Cerambycidae.